# Biarctus dubius
Biarctus dubius is een tienpotigensoort uit de familie van de Scyllaridae. De wetenschappelijke naam van de soort is voor het eerst geldig gepubliceerd in 1963 door Holthuis.